# 조지프 M. 디바인
조지프 맥머레이 디바인(Joseph McMurray Devine, 1861년 3월 15일 ~ 1938년 8월 31일)는 미국의 정치인이며, 제5대 노스다코타주 부지사, 제6대 노스다코타주 주지사를 역임했다.

## 생애
조지프 M. 디바인은 휠링(현재 웨스트버지니아주: 출생 당시 버지니아주에 위치)에서 태어났습니다. 그는 공립학교에서 교육을 받았습니다. 그는 1881년 웨스트버지니아 대학교에서 학사 학위를 받았습니다. 그는 1891년에 아이다 프랜시스 할로웨이와 결혼하여 두 사람 사이에 딸 하나를 두었습니다. 1900년에 다시 메리 버나딘 해스컴과 결혼하여 아들 더글라스와 두 딸 헬렌과 버나딘을 두었습니다. 1884년에 그는 다코타 준주의 라무어 카운티로 이주하여 10년 동안 학교 교육감을 역임했습니다. 1892년에는 미국 최초로 주 공직에 선출된 여성인 로라 J. 아이젠루스에게 주 교육감 선거에서 패배했습니다. 그는 1897년에 노스다코타주 부지사로 처음 정계에 입문했습니다. 1898년 8월 9일 프랭크 A. 브릭스 주지사가 사망하자, 데바인은 남은 임기 동안 주지사직을 맡았습니다. 그는 1899년부터 1901년까지 부지사로 재선되었습니다. 그는 교육 문제에서 계속해서 활발히 활동했으며, 1901년부터 1902년까지 노스다코타주 공공 교육 교육감으로 재직했습니다. 1914년, 그는 만단에 있는 주립 교육 학교의 집행 책임자가 되었습니다. 그가 마지막으로 맡았던 직책은 1923년부터 1933년까지 주 이민 위원이었습니다.

## 학력
- 웨스트버지니아 대학교

## 경력
- 1897.01 ~ 1898.08 제5대 노스다코타 부지사
- 1898.08 ~ 1899.01 제6대 노스다코타 주지사
- 1899.01 ~ 1901.01 제5대 노스다코타 주지사
- 1901 ~ 1902 제7대 미국 노스다코타 교육감
- 1914 멘던 주립 교육학교 집행 책임자
- 1923 ~ 1933 노스다코타주 이민 위원

## 역대 선거 결과
| 선거명      | 직책명            | 대수 | 정당   | 득표율 | 득표수 | 결과 | 당락                   |
| ----------- | ----------------- | ---- | ------ | ------ | ------ | ---- | ---------------------- |
| 1896년 선거 | 노스다코타 부지사 | 5대  | 공화당 | 0%     | 표     | 1위  | 노스다코타 부지사 당선 |
| 1898년 선거 | 노스다코타 부지사 | 5대  | 공화당 | 0%     | 표     | 1위  | 노스다코타 부지사 당선 |